# Национальный банк Анголы
Национальный банк Анголы (порт. Banco Nacional de Angola) — центральный банк Анголы.

## История
В 1840 году выпущены первые бумажные деньги Анголы — обязательства администрации колонии. 21 августа 1865 года начата эмиссия банкнот Национального заморского банка для Анголы.
14 августа 1926 года создан португальский Банк Анголы, которому передано эмиссионное право, принадлежавшее ранее Национальному заморскому банку.
5 ноября 1976 года на базе Банка Анголы создан Национальный банк Анголы.